# Podarcis peloponnesiacus
La lagartija roquera del Peloponeso (Podarcis peloponnesiacus) es una especie de lagarto perteneciente a la familia Lacertidae. Es endémica de la península del Peloponeso, en el sur de Grecia.
Sus hábitats naturales son la vegetación arbustiva de tipo mediterránea, áreas rocosas, tierras de cultivo, pastizales, plantaciones y jardines rurales. 

## Descripción
Es una de las lagartijas roqueras más grandes de Europa, con una longitud de hocico a cloaca media de 8,5 cm y una cola que suele doblar su tamaño corporal. Exhibe un patrón dorsal pardo con bandas longitudinales más claras, especialmente patentes en las hembras. Existe un marcado dimorphismo sexual: los machos son de mayor tamaño y suelen presentar una coloración azul-ultravioleta en la inserción de la pata delantera y tonalidades anaranjadas o rojizas en la garganta (ambas coloraciones son más llamativas durante la época reproductora).

Recientemente la especie ha sido revaluada con análisis filogenéticos y ha sido separada en dos especies distintas (Podarcis thais y Podarcis peloponnesiacus), quedando esta última excluida de las regiones más orientales del Peloponeso.

## Conservación
A pesar de que su área de ocupación se ha visto reducida con la elevación al rango de especie de sus poblaciones orientales, actualmente no cuenta con amenazas importantes y está catalagada como Preocupación menor (LC) por la IUCN.

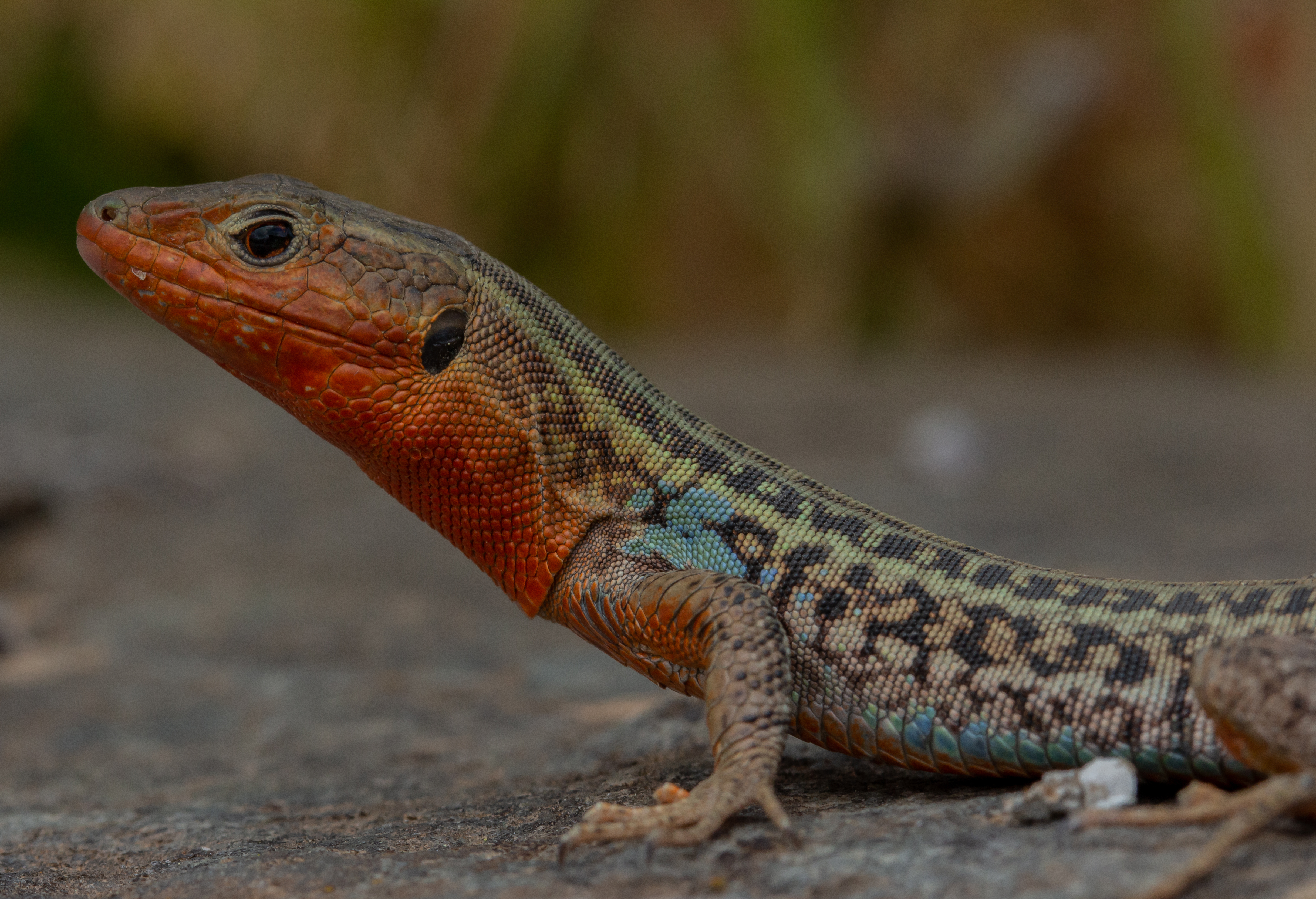
Macho de Podarcis Peloponnesiacus en época reproductiva. Feneos (Grecia)